# Вилхелм Фукс
Вилхелм Фукс (Манхајм, 1. септембар 1898 — Београд, 24. јануар 1947), немачки је агроном, СС оберфирер, пуковник полиције, шеф Ајнзацгрупе "Србија", командант безбедносне полиције и СД у Србији, Литванији, Рајхскомесаријату Остланд, шеф Ајнзац команде 3, која је била део Ајнзац групе А.

## Биографија
Вилхелм Фукс је рођен 1. септембра 1898. у Манхајму. Од 1914. до 1917. учествовао је у Првом светском рату, 1919. ступио је у добровољачки корпус. По завршетку школовања студирао је пољопривреду на Универзитету у Лајпцигу, где је и докторирао 1929. године. Дана 1. априла 1932. ступио је у Нацистичку партију (улазница бр. 1 038 061), а 1. децембра 1932. - у СС (бр. 62 760). 11. јула 1933. постао је СС- унтерштурмфирер, 20. априла 1938. је унапређен у СС-стандартенфирер.
Након доласка нациста на власт, од априла 1933. био је други ађутант министра хране Рајха Рихарда Дареа. Од октобра 1937. био је на челу СС Оберабшнита у Дрездену. Године 1939. постављен је за шефа СД у седишту Ајнзацгрупе В у Пољској. Од 1940. био је начелник одељења 2 (дирекције) при команданту безбедносне полиције и СД у Кракову. Затим је био инспектор полиције безбедности и СД у Брауншвајгу.
Током Балканске кампање, Фукс је добио задатак да води Ајнзацгрупу Србије која се користила за борбу против партизанског покрета који је предводио Тито. Након распуштања Ајнзацгрупе, Фукс је у касну јесен 1941. године постављен за команданта безбедносне полиције и СД у Србији, али га је већ у јануару 1942. заменио Емануел Шефер.
У јуну 1942. године премештен је за шефа СС и полиције у Летонији. Од 8. јула до 14. септембра 1943. био је виши СС и полицијски вођа „Центар“, са седиштем у Брауншвајгу.
Од 15. септембра 1943. до 6. маја 1944. био је на челу Ајнзацкоманде 3 у саставу Ајнзацгрупе А. Од маја до 17. октобра 1944. био је командант Ајнзацгрупе А и истовремено је био шеф безбедносне полиције и СД у Осталнду. са седиштем у Риги. Затим је кратко водио Ајнзацгрупу Е у Хрватској.
После рата је ухапшен и изручен Југославији. Војни суд у Београду га је 22. децембра 1946. осудио на смрт вешањем. Дана 24. јануара 1947. казна је извршена.